# 緋色の欠片シリーズのディスコグラフィ
緋色の欠片シリーズのディスコグラフィでは、『緋色の欠片シリーズ』の関連CDについて記述する。発売元はツーファイブ、Lantis（ヒイロノカケラ 新玉依姫伝承、アニメ版）。

## ドラマCD

### 緋色の欠片

#### Dramatic CD Collection 緋色の欠片
ディスクジャケットには、春日珠紀、鬼崎拓磨、鴉取真弘、狐邑祐一、大蛇卓、犬戒慎司、狗谷遼が描かれている。イラストはキャラクターデザインを手掛けたカズキヨネによる描き下ろし。

##### 壱
2007年8月31日発売。
収録内容
1. 平和な日々
2. 異変
3. 洋館
4. 真弘の希望
5. 祐一の選択
6. 卓の迷い
7. 慎司の誓い
8. 遼の想い
9. 拓磨の決意
10. 宵月の夜
11. 珠紀からの手紙

##### 弐
2008年3月28日発売。
収録内容
1. 秘密の集い
2. 妨害
3. 慎司と遼
4. 自分の家
5. 真弘と祐一
6. 素直じゃない二人
7. 拓磨と卓
8. 合流
9. 珠紀の伝言

#### 桜花の蛍
2009年2月25日発売。ディスクジャケットには、鴉取真弘、大蛇卓、犬戒慎司が描かれている。イラストはキャラクターデザインを手掛けたカズキヨネによる描き下ろし。
収録内容
1. Scene 01
2. Scene 02
3. Scene 03
4. Scene 04
5. Scene 05
6. Scene 06
7. Scene 07
8. Scene 08
9. Scene 09
10. Scene 10
11. Scene 11

#### 魔術師に捧げる手記
2009年4月29日発売。ディスクジャケットには、鬼崎拓磨、狐邑祐一、狗谷遼が描かれている。イラストはキャラクターデザインを手掛けたカズキヨネによる描き下ろし。
収録内容
1. Scene 01
2. Scene 02
3. Scene 03
4. Scene 04
5. Scene 05
6. Scene 06
7. Scene 07
8. Scene 08
9. Scene 09
10. Scene 10
11. Scene 11

### 翡翠の雫 緋色の欠片2

#### Vol.1
2007年10月31日発売。ディスクジャケットには、重森晶、壬生克彦が描かれている。イラストはキャラクターデザインを手掛けたカズキヨネによる描き下ろし。
収録内容
1. 蔵内にて
2. 境内にて
3. 洞内にて
4. 湖岸にて
5. ラブレターは仙人掌に

#### Vol.2 幻魔の罠
2008年10月15日発売。ディスクジャケットには、重森晶、壬生克彦、高千穂陸が描かれている。イラストはキャラクターデザインを手掛けたカズキヨネによる描き下ろし。
収録内容
1. 第一章 「プロローグ」
2. 第二章 「守護者の願い」
3. 第三章 「報復の序章」
4. 第四章 「察知」
5. 第五章 「お化け屋敷の怪」
6. 第六章 「恐ろしい夢」
7. 第七章 「囚われの眠り姫」
8. 第八章 「目を覚まして」
9. 第九章 「想いをひとつに」
10. 第十章 「君を想う宵宮」
11. 目覚めの前~陸&保典篇（ボーナストラック）
12. 目覚めの前~晶&亮司篇（ボーナストラック）
13. 目覚めの前~壬生兄弟篇（ボーナストラック）

### 真・翡翠の雫 緋色の欠片2
2009年12月16日発売。ディスクジャケットには、重森晶、高千穂陸、壬生克彦、天野亮司、壬生小太郎が描かれている。イラストはキャラクターデザインを手掛けたカズキヨネによる描き下ろし。
収録内容
1. Act 1
2. Act 2
3. Act 3
4. Act 4
5. Act 5
6. Act 6
7. Act 7
8. Act 8
9. Act 9
10. Act 10
11. Act 11

### 蒼黒の楔 緋色の欠片3
2009年3月27日発売。ディスクジャケットには、春日珠紀、鬼崎拓磨、鴉取真弘、狐邑祐一、大蛇卓、犬戒慎司、狗谷遼、ケテル、凛が描かれている。イラストはキャラクターデザインを手掛けたカズキヨネによる描き下ろし。
収録内容
1. 珠紀捜索令 [6:52]
2. 真弘と祐一 [11:11]
3. 卓と慎司 [8:26]
4. 拓磨と遼 [14:54]
5. 珠紀の足取り [10:45]
6. ケテルと凛 [11:14]
7. 正義の味方!? [13:41]

## キャラクターソング

### 緋色の欠片
2007年6月29日から2007年9月21日まで発売された。各キャラクターの楽曲、デュエット曲とショートドラマが収録されている。Vol.1からVol.3まではアルバム形態、Vol.4からVol.5まではシングル形態のリリースとなった。

#### Vol.1 鬼崎拓磨&鴉取真弘
2007年6月29日発売。ディスクジャケットには鬼崎拓磨、鴉取真弘が描かれている。イラストはキャラクターデザインを手掛けたカズキヨネによる描き下ろし。
収録曲
1. Guardian of Destiny
作詞：ドン·マッコウ、作曲・編曲：A-Chap
2. Short Drama
3. 神楽のように
歌：鬼崎拓磨（杉田智和）
作詞：遠山沙姫、作曲・編曲：A-Chap
4. Becomes The Wind
歌：鴉取真弘（岡野浩介）
作詞：ドン・マッコウ、作曲・編曲：蔵屋智久

#### Vol.2 狐邑祐一&狗谷遼
2007年7月13日発売。ディスクジャケットには狐邑祐一、狗谷遼が描かれている。イラストはキャラクターデザインを手掛けたカズキヨネによる描き下ろし。
収録曲
1. Soul Blood
作詞：ドン·マッコウ、作曲・編曲：A-Chap
2. Short Drama
3. Silent Wish
歌：狐邑祐一（浪川大輔）
作詞：遠山沙姫、作曲・編曲：工藤重基
4. 孤独な叫び
歌：狗谷遼（野宮一範）
作詞：ドン・マッコウ、作曲・編曲：吉友華氏

#### Vol.3 大蛇卓&犬戒慎司
2007年7月27日発売。ディスクジャケットには大蛇卓、犬戒慎司が描かれている。イラストはキャラクターデザインを手掛けたカズキヨネによる描き下ろし。
収録曲
（作詞：ドン・マッコウ）
1. Do The Best
作曲・編曲：A-Chap
2. Short Drama
3. Gentle Moonlight
歌：大蛇卓（平川大輔）
作曲・編曲：細井聡司
4. Autumn Fair
歌：犬戒慎司（下和田裕貴）
作曲・編曲：A-Chap

#### Vol.4 アイン
2007年9月21日発売。ディスクジャケットにはアインが描かれている。イラストはキャラクターデザインを手掛けたカズキヨネによる描き下ろし。
収録曲
1. Short Drama
2. It Is Destiny
作詞：ドン・マッコウ、作曲：バーバラ秋
3. Short Drama
4. It Is Destiny（inst）

#### Vol.5 ツヴァイ
2007年9月21日発売。ディスクジャケットにはツヴァイが描かれている。イラストはキャラクターデザインを手掛けたカズキヨネによる描き下ろし。
収録曲
1. Short Drama
2. SOULEATER
作詞：ドン・マッコウ、作曲・編曲：蔵屋智久
3. Short Drama
4. SOULEATER（inst）

#### Vol.6 ドライ
2007年9月21日発売。ディスクジャケットにはドライが描かれている。イラストはキャラクターデザインを手掛けたカズキヨネによる描き下ろし。本作はツーファイブ・オンラインショップで発売された『緋色の欠片 キャラクターソングシリーズ ロゴスセット』の限定特典として同梱された。また、2007年8月17日から8月19日まで東京ビッグサイトで開催された『コミックマーケット72』での限定特典としても販売された。
収録曲
1. ドライのハラグロ節
作詞：ドン・マッコウ、作曲・編曲：村木康生

### 翡翠の雫 緋色の欠片2

#### Vol.1 重森晶&高千穂陸
2007年11月28日発売。ディスクジャケットには重森晶、高千穂陸が描かれている。イラストはキャラクターデザインを手掛けたカズキヨネによる描き下ろし。
収録曲
1. 守るべき者
歌：重森晶（野島健児）
作詞：ドン·マッコウ、作曲・編曲：蔵屋智久
2. Short Drama
3. OATH〜誓い〜
歌：重森晶（野島健児）
作詞：ドン·マッコウ、作曲・編曲：A-Chap
4. SILENCE BLUE
高千穂陸（伊藤健太郎）

#### Vol.2 壬生小太郎&御子柴圭
2007年12月12日発売。ディスクジャケットには壬生小太郎、御子柴圭が描かれている。イラストはキャラクターデザインを手掛けたカズキヨネによる描き下ろし。
収録曲
1. 星空 Dance Hall
歌：壬生小太郎（成瀬誠）
2. Short　Drama
3. ファーストデート
歌：壬生小太郎（成瀬誠）
4. Echoes〜さざめく水面
歌：御子柴圭（近藤隆）

#### Vol.3 賀茂保典&高原エリカ
2007年12月29日発売。ディスクジャケットには賀茂保典、高原エリカが描かれている。イラストはキャラクターデザインを手掛けたカズキヨネによる描き下ろし。
収録曲
1. スルーtoデリカシー
歌：賀茂保典（千葉優輝）
2. Short Drama
3. D-fense ナンバー1
歌：賀茂保典（千葉優輝）
4. Favorite　Friends
歌：高原エリカ（ふじたれいこ）

### 蒼黒の楔 緋色の欠片3
2009年2月6日発売。ディスクジャケットにはケテル、凛が描かれている。イラストはキャラクターデザインを手掛けたカズキヨネによる描き下ろし。
収録曲
1. BORN TO DARK
歌：ケテル（羽多野渉）
2. JUSTICE7
歌：凛（代永翼）
3. ShortDrama
4. BORN TO DARK（BackingTrack）
5. JUSTICE（BackingTrack）

### ヒイロノカケラ 新玉依姫伝承
2010年2月10日発売。ディスクジャケットには、鬼崎刀真、大蛇凌、鴉取駿、狐邑怜、犬戒響、狗谷志郎が描かれている。イラストはキャラクターデザインを手掛けたカズキヨネによる描き下ろし。
収録曲
1. Missing Eyes
歌：鬼崎刀真（杉田智和）
作詞：瀬名、作曲・編曲：原田ナオ
2. message
歌：大蛇凌（平川大輔）
作詞：生田真心、作曲：及川篤史、編曲：原田ナオ
3. ひとつだけ
歌：鴉取駿（岡野浩介）
作詞：生田真心、作曲：木谷雅、編曲：木之下慶行
4. Let me Go!
歌：狐邑怜（浪川大輔）
作詞：螺子アリサ、作曲：高橋菜々、編曲：木之下慶行
5. Precious
歌：犬戒響（下和田裕貴）
作詞・作曲・編曲：生田真心
6. cheer up!
歌：狗谷志郎（野宮一範）
作詞：螺子アリサ、作曲：生田真心、編曲：原田ナオ

## サウンドトラック

### 緋色の欠片シリーズ オリジナルサウンドトラック
『緋色の欠片』、『翡翠の雫 緋色の欠片2』のサウンドトラック。劇中で使用されたBGM、アフターエピソードが収録されている。ディスクジャケットには、重森晶、壬生克彦、壬生小太郎、天野亮司、高千穂陸、八坂真緒、御子柴圭が描かれている。イラストはキャラクターデザインを手掛けたカズキヨネによる描き下ろし。
収録曲
1. 運命
2. 緋色の欠片
3. 春風
4. 一枚の田園風景
5. おぼろ雲
6. 木の香り
7. 終焉
8. 溢れる想い
9. 暗闇の空間
10. 警鐘
11. 輝く剣
12. 響く鼓動
13. 闇の洋館
14. 聖なる力
15. セピア色の記憶
16. 陽炎
17. 紋章
18. 沸き立つ闘志
19. 緋色の片鱗
20. 翡翠の雫
21. みんなでお昼
22. 校庭の木陰
23. 目覚め
24. 月明かり
25. 漆黒の闇
26. 夢の男の子
27. 四天王
28. 予兆
29. 宝具
30. 渦龍
31. 不吉な影
32. 豊玉姫
33. 日差し
34. 勾玉
35. 妖
36. 蠢動
37. 翡翠の滴
38. 追想（アフターエピソード）

### 蒼黒の楔〜緋色の欠片3〜 オリジナルサウンドトラック
『蒼黒の楔〜緋色の欠片3〜』のサウンドトラック。劇中で使用されたBGMが収録されている。ディスクジャケットには、鬼崎拓磨が描かれている。イラストはキャラクターデザインを手掛けたカズキヨネによる描き下ろし。
収録曲
1. 願い
2. 蒼黒の楔
3. やわらかな光
4. 昼、屋上にて
5. 静かな時間
6. 昔の思い出
7. 終わりと始まり
8. 戻らない日常
9. うごめくもの
10. 危険
11. 蒼黒の守護者
12. 放たれた力
13. 絶対的恐怖
14. 悲しみの先
15. 伝承
16. 明日を迎えるために

### 劇伴音楽選集
2012年6月27日発売。テレビアニメ版で使用されたBGM、オープニングテーマに起用された「ねぇ」、エンディングテーマに起用された「この手で抱きとめるから」のオンエアバージョンが収録されている。BGMの作曲は全曲、七瀬光が手がけている。ディスクジャケットには春日珠紀が描かれている。イラストはアニメーション製作を手がけたスタジオディーンによる描き下ろし。
収録曲
1. 陽気な今日という日 [1:20]
2. 日常 始まりの朝 [1:43]
3. 日常 仲間との一時 [1:29]
4. 探索 [1:52]
5. 日常 和みの中で [1:29]
6. 想いは切なく [1:55]
7. 平穏な山村に日は沈み [1:32]
8. 緋色〜想いは千年前から〜 [1:42]
9. 閉ざされた記憶の彼方 [1:43]
10. 日常 滑稽な彼ら [1:25]
11. *影から出てくる君* [1:34]
12. *肩にのる君にほほを寄せて* [1:40]
13. 静寂 [1:52]
14. 虚・無の陽炎 [1:22]
15. 胸騒ぎ [1:24]
16. 不可思議の園 [1:48]
17. 怪訝 [1:54]
18. 対峙 [1:51]
19. 戦-守護五家- [1:31]
20. 戦-拮抗- [1:40]
21. 戦-恐慌- [1:30]
22. 戦-猛攻- [1:40]
23. 戦-攻防- [1:41]
24. 緊張 [1:47]
25. 不穏 [1:44]
26. 不安感 [1:43]
27. 遺恨 [1:37]
28. 洋館の者たちへ [1:45]
29. 洋館のお姫様 [1:40]
30. 洋館の無頼漢 [2:23]
31. 戦闘-猛攻- [0:24]
32. 戦闘-危機一髪- [0:26]
33. 敵か味方 [1:56]
34. 緋色〜燃ゆる紅葉の中に〜 [1:56]
35. 万感:芽生え [2:07]
36. 万感:使命として [1:32]
37. 万感:決意 [1:45]
38. <アイキャッチ> [0:11]
39. ねぇ（オンエアーver.） [1:33]
歌：藤田麻衣子
作詞・作曲：藤田麻衣子、編曲：虹音
  - オープニングテーマ
40. この手で抱きとめるから（オンエアーver.） [1:49]
歌：喜多修平
作詞：藤田麻衣子、作曲・編曲：増田武史
  - エンディングテーマ

## ラジオCD
2012年5月30日発売。ディスクは2枚組の構成になっており、既存配信分からの厳選トーク、新規録り下ろし音源が収録されている。
収録内容
1. Disc-1
  1. オープニング
  2. ラジオセレクション〜春日珠紀役・三宅麻理恵編
  3. 謎の少年の正体
  4. ラジオセレクション〜鬼崎拓磨役・杉田智和編
  5. セリフDEトーク パート1
  6. ラジオセレクション〜大蛇卓役・平川大輔編
  7. 姫さまゲーム パート1
  8. ラジオセレクション〜犬戒慎司役・下和田ヒロキ編
2. Disc-2
  1. ラジオセレクション〜藤田麻衣子編
  2. セリフDEトーク パート2
  3. ラジオセレクション〜謎の少年役・野宮一範編
  4. 姫さまゲーム パート2
  5. ラジオセレクション〜狐邑祐一役・浪川大輔編
  6. エンディング